# Demogenes lugens
Demogenes lugens là một loài nhện trong họ Thomisidae.
Loài này thuộc chi Demogenes. Demogenes lugens được Tord Tamerlan Teodor Thorell miêu tả năm 1881.